# St. Maria Magdalena (Weingraben)

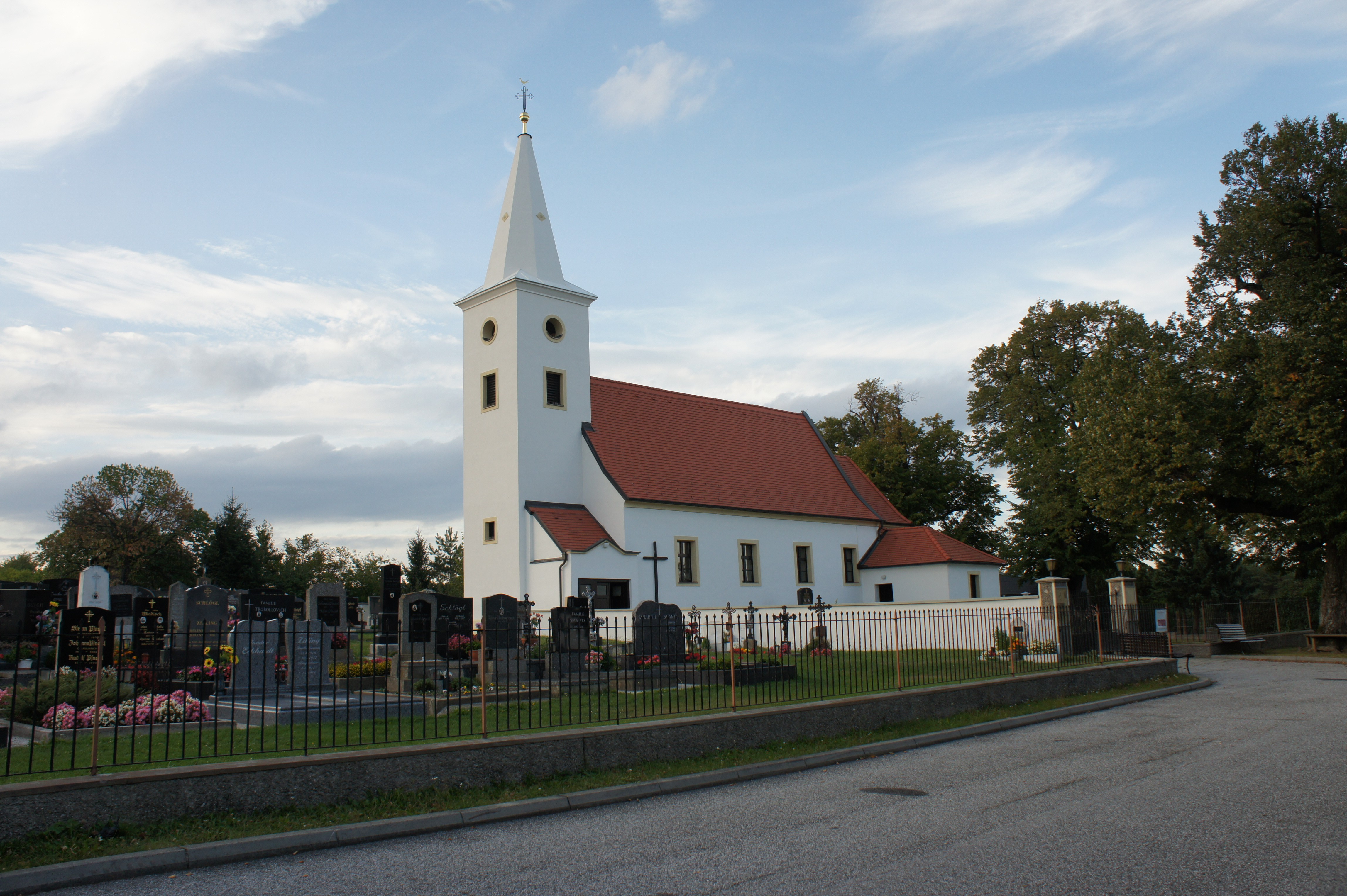
Katholische Filialkirche hl. Magdalena in Weingraben

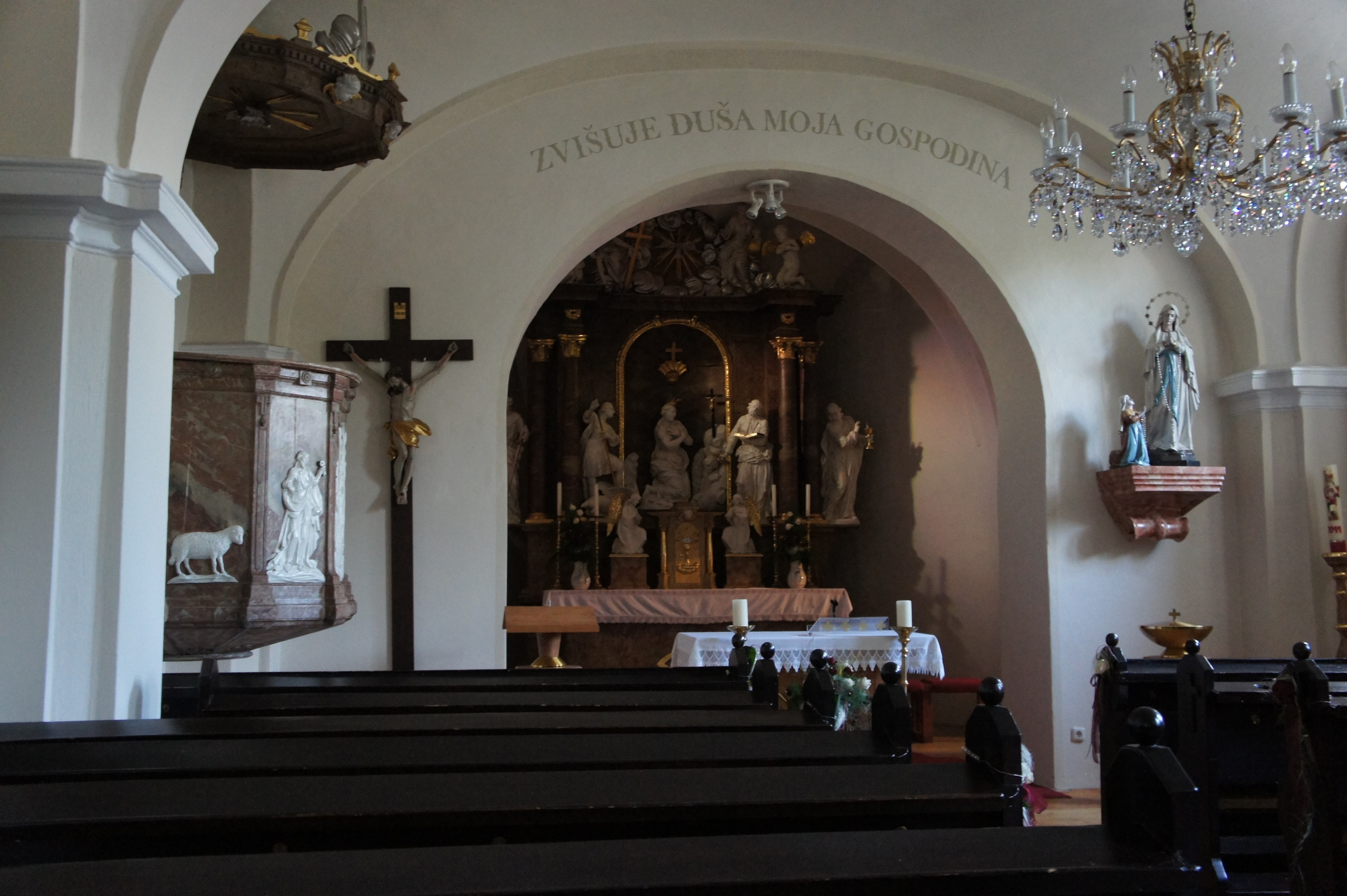
Im Langhaus zum Chor

Die römisch-katholische Filialkirche St. Maria Magdalena steht in der Gemeinde Weingraben im Bezirk Oberpullendorf im Burgenland. Die der heiligen Maria Magdalena geweihte Filialkirche der Pfarrkirche Kaisersdorf gehört zum Dekanat Oberpullendorf der Diözese Eisenstadt. Die Kirche und der Friedhof stehen unter Denkmalschutz.

## Geschichte
Die Kirche wurde 1621 erbaut und 1663 vergrößert. 1860 wurde sie unter Verwendung des alten Mauerwerkes umgebaut; dabei wurden das Emporenjoch und der Turm neu errichtet und das alte Kirchenschiff neu eingewölbt. 1966 und 1973 wurde die Kirche restauriert.

## Architektur
Die Kirche steht am Nordende des Ortes, umgeben vom alten Friedhof. Der einfache Kirchenbau mit einem Westturm hat einen Chor mit einem Dreiachtelschluss. Der vorgestellte Turm trägt einen Pyramidenhelm. An der Apsis sind Strebepfeiler aus dem 17. Jahrhundert.
Das dreijochige Langhaus hat ein Platzlgewölbe mit Gurten auf Schildbögen und mächtigen Pilastern.

## Ausstattung
Der Hochaltar ist aus der ersten Hälfte des 18. Jahrhunderts. Die Orgel aus 1996 mit 8 Registern im Gehäuse aus 1912 wurde von Rieger Orgelbau errichtet.
Eine Glocke mit der Nennung Franz Pfistermeister Güns 1804 wurde in die Sammlung der Glockengießerei Pfundner in Wien übertragen.